# Ruellia davisiorum
Ruellia davisiorum är en akantusväxtart som beskrevs av Benjamin Carroll Tharp och F. A. Barkley. Ruellia davisiorum ingår i släktet Ruellia och familjen akantusväxter. Inga underarter finns listade i Catalogue of Life.